# Lisa Lougheed
Lisa Dawn Lougheed (* 9. September 1968 in Etobicoke, Ontario) ist eine kanadische Sängerin und Synchronsprecherin, die ihren größten Erfolg mit dem Titellied „Run With Us“ der Zeichentrickserie „Die Raccoons“ feierte, in der sie auch die Figur der Lisa Raccoon sprach.

## Leben
Lisa Lougheed wurde 1968 in Etobicoke als Tochter eines schottisch-irischstämmigen Vaters und einer Afrokanadierin geboren.
Nach einer Ausbildung als Tänzerin an der Etobicoke High School of Arts und Auftritten in Varietéshows und als Sängerin einer Coverband machte Lisa Lougheed erstmals durch ihre Arbeit als Synchronsprecherin bei der Fernseh-Show „Vid Kids“ auf sich aufmerksam.
Ihren größten Erfolg als Sängerin feierte sie im Alter von 17 Jahren mit dem von Kevin Gillis komponierten New-Wave-Titel „Run With Us“, dem Abspannlied der Zeichentrickserie „Die Raccoons“. In ihrem Heimatland war sie mit dem Stück, das im Jahr 2004 von der Synthie-Pop-Band Spray gecovert wurde, einige Wochen lang in den Charts vertreten. Zusammen mit Kevin Gillis veröffentlichte sie im Jahr 1988 mit „Evergreen Nights“ den dazugehörigen Soundtrack der Serie, welcher ihr noch im gleichen Jahr eine Nominierung für den Juno Award als vielversprechendste Nachwuchssängerin einbrachte. In der Zeichentrickserie „Die Raccoons“ übernahm sie ab der 40. Folge auch die Stimme der Lisa Raccoon. Im Jahr 2011 wurde der Song für den Abspann des Filmes Hobo with a Shotgun mit Rutger Hauer in den Soundtrack aufgenommen.
1992 veröffentlichte sie bei Warner Music Canada ihr erstes eigenes Album „World Love“, welches der musikalischen Stilrichtung des Rhythm and Blues zuzurechnen ist. Im gleichen Jahr war sie für zwei weitere Juno Awards (für „World Love“ und „Love Vibe“) und einen Canadian Music Video Award (für „Love Vibe“) nominiert. Nach der Veröffentlichung ihres zweiten Albums „Peace & Harmony“ ein Jahr später trat sie in der Öffentlichkeit nur noch als Hintergrundsängerin von R. Kelly und Céline Dion in Erscheinung.
Aus ihrer Beziehung mit Johnny Rutledge ging 1994 ein Sohn hervor. Sie lebt in Minneapolis, Minnesota.

## Diskografie
Alben
- 1988: Evergreen Nights (Run)
- 1992: World Love (Warner Music Group)
- 1993: Peace + Harmony (Warner Music Group)

Singles
- 1987: Run With Us (Run)
- 1988: Ain't No Planes / Growing Up (Run)
- 1991: World Love (Warner Music Group)
- 1992: Love Vibe (Water Music Inc.)
- 1993: Won’t Give Up My Music (Water Music Inc.)